# Steven Tyler

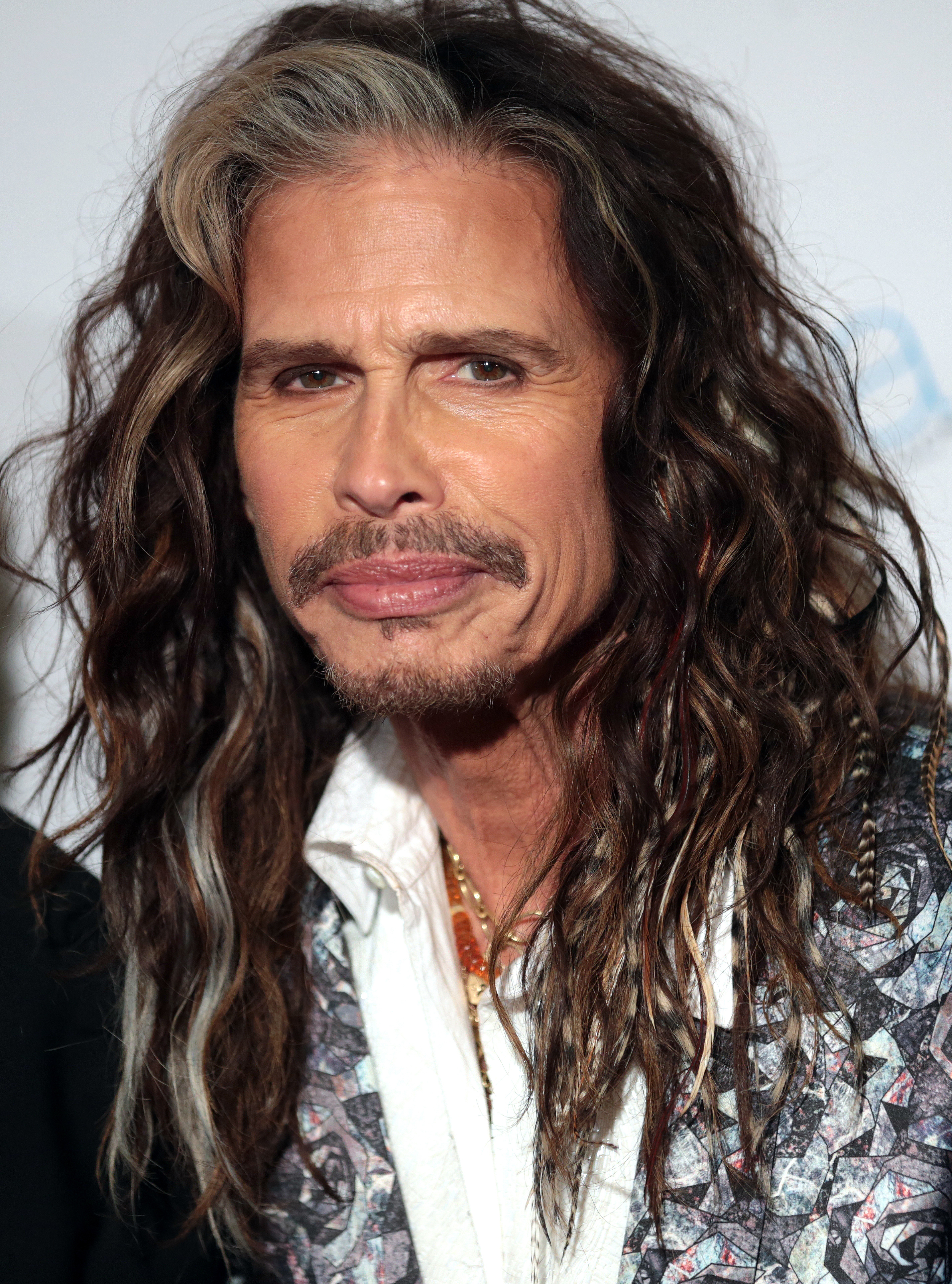
Steven Tyler (2018)

Steven Tyler (* 26. März 1948 in Yonkers, New York als Stephen Victor Tallarico) ist der Leadsänger der Rockband Aerosmith und der Vater der Schauspielerin Liv Tyler.

## Leben

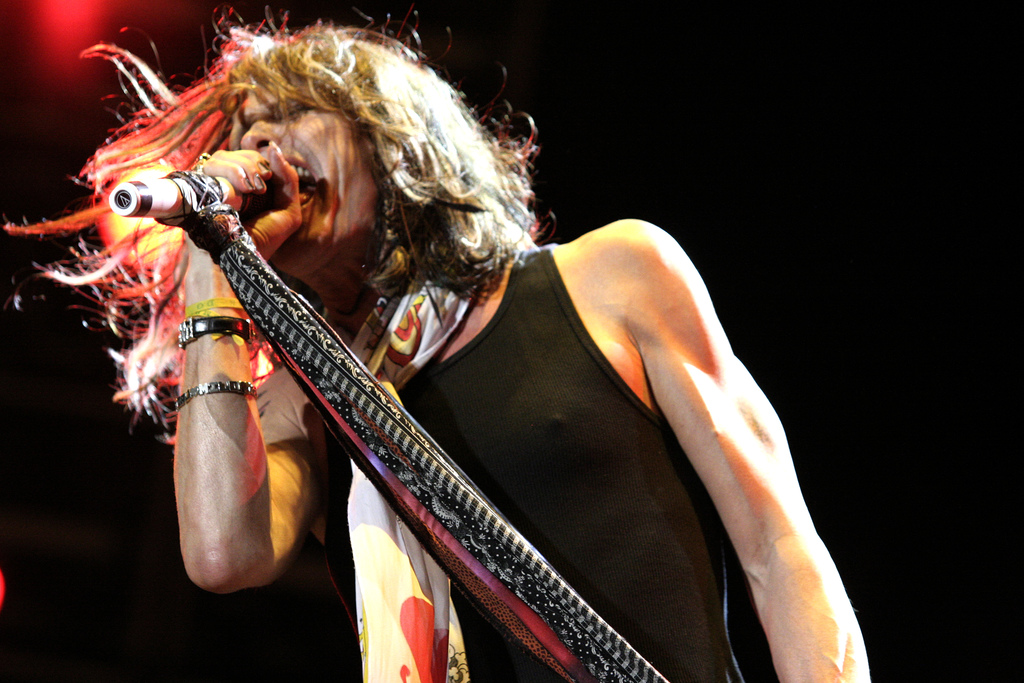
Steven Tyler (2007)

### Familie und Kinder
Stephen Tallaricos Herkunft ist väterlicherseits italienisch und deutsch, mütterlicherseits teilweise polnisch und englisch. Sein Großvater stammte aus der Ukraine.
Aus einer Affäre mit dem Modell Bebe Buell ging die Tochter Liv Tyler hervor, die heute als Schauspielerin tätig ist. Die Drogenprobleme Tylers veranlassten Buell zum Schutz der Tochter anfangs zu behaupten, dass der Musiker Todd Rundgren der Vater sei. Im Alter von acht Jahren erfuhr Liv Tyler auf einem Aerosmith-Konzert jedoch, wer ihr wirklicher Vater ist.
Im Jahr 1978 heiratete Steven Tyler das ehemalige Warhol-Modell Cyrinda Foxe. Aus der Ehe ging die Tochter Mia Tyler hervor. Die Ehe wurde 1987 geschieden. Cyrinda Foxe starb 2002 an den Folgen eines Hirntumors.
1988 heiratete er in Tulsa die Modedesignerin Teresa Barrick, mit der er die Kinder Chelsea und Taj hat. Das Paar wurde 2006 geschieden.

### Musik

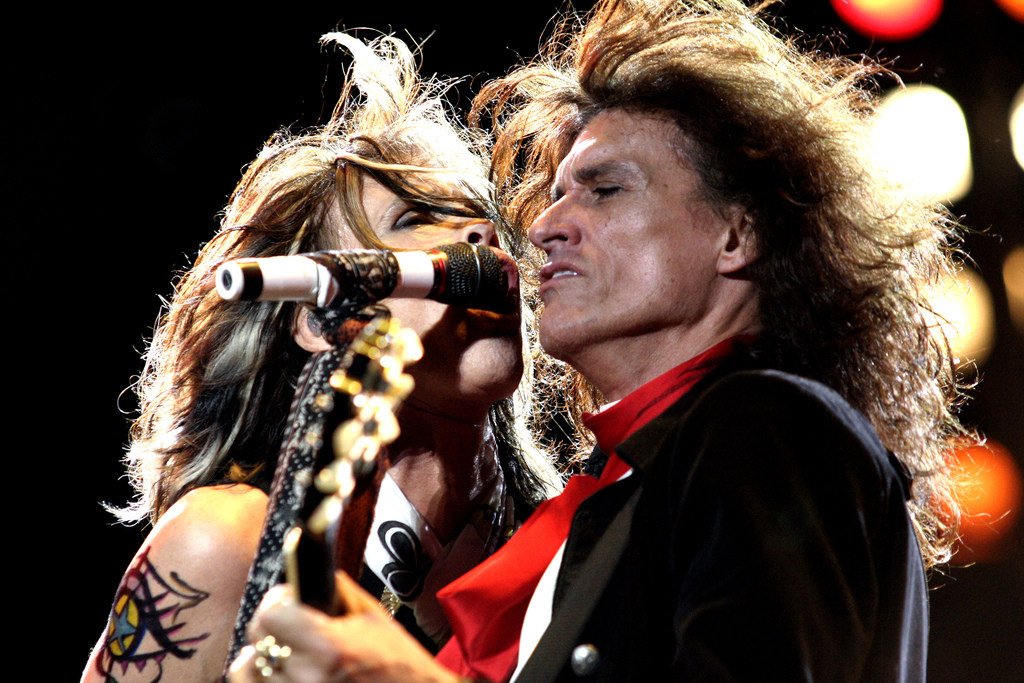
Tyler und Joe Perry

Als Teenager begann Tyler, Schlagzeug und Mundharmonika zu spielen. Bevor er Anfang der 1970er Jahre zusammen mit Joe Perry Aerosmith gründete, war er Schlagzeuger in fünf verschiedenen Bands. Steven Tyler und Joe Perry wurden aufgrund ihres exzessiven Drogenkonsums bald auch „Toxic Twins“ betitelt. Über den vergangenen Drogenkonsum unter den Bandmitgliedern sagte Tyler im Jahr 2017, dass „Nüchternheit...ein Fremdwort“ gewesen sei.

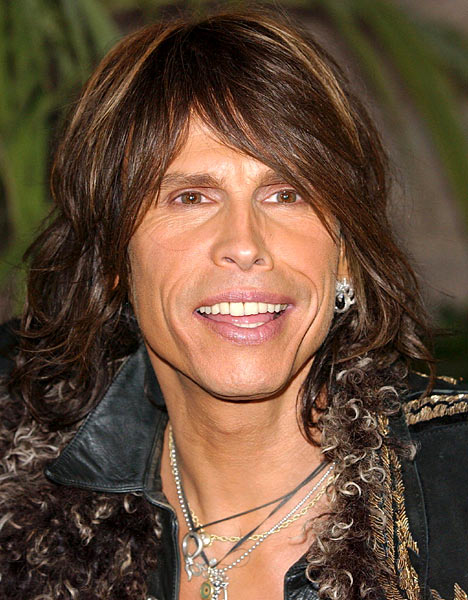
Steven Tyler (2013)

Er ist weiterhin bekannt für sein breites Grinsen und dafür, dass er während seiner Auftritte Halstücher an seinen Mikrophonständer hängt. In der Anfangszeit von Aerosmith hatte er auch eine Flasche Jack Daniel’s mit auf der Bühne – eine Angewohnheit, die er aber mittlerweile aufgegeben hat.
2003 sang er zusammen mit AC/DC einen ihrer Songs (You Shook Me All Night Long) in der Rock and Roll Hall of Fame. Im Jahr 2004 sang er die US-amerikanische Nationalhymne beim Eröffnungsspiel der World Series, 2005 die Single Just Feel Better auf dem Album All That I Am von Carlos Santana.
Nach langer Pause war er mit der Band Aerosmith 2007 wieder auf Tour. Am 10. November 2009 wurde gemeldet, dass Tyler aus der Band aussteigen wird. Dies dementierte Tyler allerdings am folgenden Tag auf einem Konzert von Joe Perry.

### Als Schauspieler
Aufgrund seiner Bekanntheit konnte man Steven Tyler bald auch in kleineren Rollen in diversen Kinofilmen sehen. In  Der Polarexpress  trat Steven Tyler als Elf Lieutnant auf. Meist spielt er dabei sich selbst, wie beispielsweise in Wayne’s World 2 oder in Be Cool mit John Travolta. Außerdem war er auch in einer Folge von The Simpsons als Zeichentrickfigur und in mehreren Folgen von Two and a Half Men zu sehen. In Lizzie McGuire spielte er in einer Folge den Weihnachtsmann. Er war Mitglied der Jury von American Idol in der zehnten und elften Staffel. Am 12. Juli 2012 gab er bekannt, in der zwölften Staffel nicht mehr teilzunehmen.

## Privates

### Gesundheit
Neben Suchtproblemen hatte Tyler im Jahr 1981 einen Motorrad-Unfall, bei dem er sich einen offenen Fersenbruch zuzog. 2006 gab er bekannt, nach einem dreijährigen Krankheitsverlauf von Hepatitis C geheilt worden zu sein. Die durch infiziertes Blut übertragene Leberentzündung musste durch eine Interferontherapie geheilt werden. Nun wolle er das Bewusstsein für Hepatitis in der Öffentlichkeit stärken.
Im Mai 2022 begab sich Tyler nach Angaben seiner Band nach einem Drogenrückfall auf Entzug in eine Klinik. Der Rückfall ging laut Aussage seiner Band von Schmerzmitteln nach einer Fußoperation aus. Anfang Juli gab ein Sprecher seiner Band bekannt, er sei aus der Klinik entlassen worden und es gehe ihm sehr gut.
Im August 2024 sagte Aerosmith ihre für Herbst und Winter 2024/25 geplante Abschiedstournee ab und gab somit das Ende ihrer Bühnenzeit bekannt. Grund für den Abschied sei eine irreparable Stimmbandverletzung Tylers.

### Engagement für Tier- und Umweltschutz
Steven Tyler setzte sich wiederholt für den Tier- und Umweltschutz ein. So besuchte er gemeinsam mit seinem Bandkollegen Joe Perry die Flotte der Meeresschutzorganisation Sea Shepherd in Melbourne, Australien. Dabei bezeichnete er die Mannschaftsmitglieder, die für den Schutz der Wale kämpften, als „Freiheitskämpfer“ und lud sie als VIPs zu dem anschließenden Konzert ein. Im Jahr 2014 setzte sich Tyler für ein Gesetz ein, welches bessere Haltungsbedingungen für Schweine und Rinder vorsah. 2016 besuchte er die To The Rescue!-Gala der Tierschutz-Vereinigung Humane Society of the United States in Los Angeles, um Aufmerksamkeit auf die Misshandlung sogenannter Nutztiere zu lenken. Als Steven Tyler 2016 für seinen Einsatz für Missbrauchsopfer den Humanitarian Award der Vereinten Nationen erhielt, ging er in seiner Rede besonders auf die globale Erwärmung ein.

## Diskografie

### Studioalben
- 2016: We’re All Somebody from Somewhere

### Singles
- 1998: I Love Trash
- 2005: Just Feel Better (Santana feat. Steven Tyler)
- 2010: Love Lives
- 2011: (It) Feels so Good
- 2013: Sex E. Bizarre (Orianthi feat. Steven Tyler)
- 2015: Love Is Your Name
- 2016: Red, White & You
- 2016: We're All Somebody from Somewhere

## Auszeichnungen
2003 erhielt er vom Berklee College of Music in Boston einen Abschluss ehrenhalber, dem 2005 die Ehrendoktorwürde der University of Massachusetts Boston folgte.
Im Rolling Stone wurde Tyler 2008 auf Rang 99 der 100 größten Sänger aller Zeiten gelistet.